# Жидачівське князівство
Увага:  Не вказане значення "common_name"

Жидачівське князівство — гіпотетичне удільне князівство 15-16 століть, що утворилося на місці Галицького князівства, васал Польського королівства з центром у місті Жидачеві (нині — Україна).

## Історія
Ця територія після 1349 року підпала під владу Королівства Польського. З 1370 року тут затвердилася Угорщина. Влада угорських королів зберегалася до 1390 року. 1393 року польський король Владислав II Ягайло наказав утворили удільне Жидачівське князівством, однак спочатку ним керували королівські намісники.
1403 року передане Свидригайлові Ольгердовичу. У 1405 році останній отримав Сіверське, Чернігівське і Трубчевське князівства, а Жидачівське князівство перейшло до князя Федора Любартовича. Втім з земель князівство було забрано міста Стрий, Шидлов, Стебник, Дроговиж та Устя, що перейшли під владу польського короля.
У 1431 році князівство перейшло під владу Андрушка Федоровича (походження натепер є дискусійним — з Любартовичів, Коріятовичів або Острозьких).
1435 року князівство перейшло під владу Земовиту V з Мазовецьких П'ястів. Він призначив тут свого намісника — жидачівського суддю Сенька Прочолича з Рудного. У 1442 році князь Земовит помер. Прямих спадкоємців у нього не було. Єдина дочка Маргарита та її мати не змогли втримати князівство, і воно перейшло до Польщі та було включене до складу Руського воєводства як Жидачівський повіт.